# Laze pri Borovnici
Laze pri Borovnici je naselje v Občini Borovnica.
Etimologija imena Laze se nanaša na istoimenski izraz, ki predstavlja senožete na pobočjih, ki jih prekinjajo posamezne skale, drevesa, grmovje - s tem pa opisuje dejansko pokrajino v okolici naselja. Ime bi bilo pravilneje zapisano kot »Lazi«, ker prebivalci naselja izgovarjajo: na Lazih, z Lazov.